# Хронологія поширення COVID-19 (травень 2020)
Стаття описує поширення коронавірусу тяжкого гострого респіраторного синдрому-2, що спричинив спалах коронавірусної хвороби 2019, у травні 2020 року. Уперше хвороба була зареєстрована в місті Ухань у КНР у грудні 2019 року.

## Хронологія пандемії

### 1 травня
Ситуаційний звіт ВООЗ № 102:
- Австралія повідомила про загалом близько 6700 випадків хвороби та 93 смерті.
- В Азербайджані зареєстровано 1804 випадки хвороби та 24 смерті.
- Китай повідомив про 12 нових випадків хвороби (включаючи 6 завезених випадків), внаслідок чого загальна кількість випадків перевищила 84 тисячі.
- У Франції повідомили про 218 смертей, загальна кількість смертей досягла 24594. 25887 хворих залишалися в лікарнях, з них 3878 в реанімації.
- Німеччина повідомила про 1639 нових випадків хвороби, загальна кількість випадків зросла до 160758. Країна також повідомила про 193 смерті, кількість померлих зросла до 6481.
- Індонезія повідомила про 433 нових випадки хвороби, загальна кількість випадків зросла до 10551. Органи охорони здоров'я країни повідомили про 8 смертей, що збільшило кількість померлих до 800. Індонезія повідомила про 1591 одужання та проведення тестування 76500 осіб.
- В Ірані повідомили про 63 нові смерті, що збільшило кількість померлих до 6091. Іран повідомив про загалом 95646 випадків зараження, 2899 хворих перебували в критичному стані.
- Італія повідомила про 269 смертей, кількість померлих зросла до 28236. Італія повідомила про 1965 нових випадків хвороби, загальна кількість випадків зросла до 207428.[2]
- Малайзія повідомила про 69 нових випадків хвороби (12 завезених і 57 місцевих), внаслідок чого загальна кількість випадків склала 6071. Влада країни також повідомила про одужання 39 хворих, кількість одужань зросла до 4210. Малайзія також повідомила про нову смерть, в результаті чого кількість померлих у країні досягла 103.[3]>
- Мексика повідомила про 1425 нових випадків хвороби, загальна кількість випадків зросла до 19224. Мексика повідомила також про 127 нових смертей, кількість померлих зросла до 1859.
- Нідерланди повідомили про 475 нових випадків хвороби, загальна кількість випадків зросла до 39791. Влада Нідерландів повідомила про 98 нових смертей, кількість померлих зросла до 4893 осіб.[2]
- Нова Зеландія повідомила про 3 нових випадки хвороби, загальна кількість випадків зросла до 1479 (1132 підтверджених і 347 ймовірних). Органи охорони здоров'я країни також повідомили про 11 нових одужань, внаслідок чого загальна кількість одужань зросла до 1252.[4]
- Філіппіни повідомили про 284 нових випадки хвороби, загальна кількість випадків зросла до 8772. Філіппіни також повідомили про 11 нових смертей, кількість померлих зросла до 579.
- Катар повідомив про 687 нових випадків хвороби, загальна кількість випадків зросла до 14096. Катар також повідомив про 2і нові смерті, внаслідок чого кількість померлих досягла 12. Загалом 1436 хворих одужали.
- Росія повідомила про 7993 випадки хвороби, загальна кількість випадків зросла до 114431. Росія також повідомила про 96 померлих, кількість померлих зросла до 1169.[2]
- Сінгапур повідомив про 932 нові випадки хвороби, загальна кількість до 17101. Пізніше було підтверджено ще одну смерть, загальна кількість померлих зросла до 16.[5]
- Південна Корея повідомила про 9 нових випадків хвороби, загальну кількість випадків зросла до 10774, з яких 9072 одужали.
- Іспанія повідомила про 281 смерть, загальна кількість померлих зросла до 24824. Органи охорони здоров'я Іспанії також повідомили про 1781 новий випадок хвороби, загальна кількість випадків зросла до 215216.
- Таїланд повідомив про 6 нових випадків хвороби, загальна кількість випадків зросла до 2960. Влада Таїланду не повідомила про нові смерті, кількість померлих залишилася на рівні 54.
- Туреччина повідомила про 84 смерті, збільшивши кількість померлих зросла до 3258. Туреччина повідомила про 2188 нових випадків хвороби, загальна кількість випадків зросла до 122392.[2]
- Україна повідомила про 455 нових випадків хвороби і 11 нових смертей, загальна кількість зросла до 10861 і 272 відповідно; загалом одужало 1413 хворих.[6]
- Велика Британія повідомило про 279 смертей, кількість померлих зросла до 27510. Міністр охорони здоров'я Метью Генкок повідомив, що органи охорони здоров'я країни провели 122347 тестів, досягнувши мети перевірити 100 тисяч осіб.
- У Сполучених Штатах Америки загальна кількість померлих від коронавірусу становила 63 тисячі.
- Ємен повідомив про один новий випадок звороби в губернаторстві Таїз, загальна кількість випадків зросла до 7. Всього в Ємені було зареєстровано 2 смерті.
- За даними Університету Джона Гопкінса, у світі було зареєстровано понад 3,26 мільйона випадків хвороби, приблизно 233 тисячі смертей і понад мільйон одужань.[2]

### 2 травня
Ситуаційний звіт ВООЗ № 103:
- Африканські центри з контролю та профілактики захворювань підтвердили, що в Африці зафіксовано майже 40 тисяч випадків хвороби, майже 1700 смертей і понад 13 тисяч одужань. Коронавірус зареєстрований у 53 країнах Африки.
- Австралія повідомила про загалом майже 6800 випадків хвороби і 93 смерті. Органи охорони здоров'я виявили новий кластер навколо м'ясопереробного заводу в штаті Вікторія.
- Бразилія повідомила про 92200 випадків хвороби та 6412 смертей.[8]
- Фіджі підтвердили два одужання.[9]
- Франція повідомила про 166 смертей, кількість померлих зросла до 24760.
- Німеччина повідомила про 954 випадки хвороби, загальна кількість випадків зросла до 161703. У Німеччині також повідомили про 94 смерті, кількість померлих зросла до 6575.
- Італія повідомила про 474 смерті, кількість померлих зросла до 28710. 1539 хворих залишалися в реанімації, а 79914 хворих одужали.[8]
- Малайзія повідомила про 105 нових випадків хвороби, загальна кількість випадків зросла до 6176. Одужали 116 хворих, загальна кількість одужань досягла 4326. Кількість померлих залишилася на рівні 103.[10]
- Нідерланди повідомили про 445 нових випадків хвороби, загальна кількість випадків зросла до 40236. Нідерланди повідомили про 94 нові смерті, кількість померлих зросла до 4987.[8]
- Нова Зеландія повідомила про 6 нових випадків хвороби (2 підтверджених і 4 ймовірних), загальну кількість зросла до 1485 (1134 підтверджених і 351 ймовірних). Влада Нової Зеландії також повідомила про 11 нових одужань, загальна кількість одужань зросла до 1263. Нова Зеландія також повідомила про нову смерть, загальна кількість померлих зросла до 20.[11][12]
- Філіппіни повідомили про 156 нових випадків хвороби, загальна кількість хворих зросла до 8928. У країни повідомили також про 24 смерті, внаслідок чого кількість померлих досягла 603. Ще 40 хворих одужали, внаслідок чого загальна кількість одужань досягла 1124.
- Росія повідомила про 9623 випадки хвороби, загальна кількість випадків зросла до 124054. Росія повідомила про 57 смертей, кількість померлих до 1222 осіб. Мер Москви Сергій Собянін також повідомив, що 2 % населення Москви (приблизно 250 тисяч осіб) захворіли на коронавірус.[8]
- У Сінгапурі повідомили про 447 нових випадків хвороби, загальна кількість випадків зросла до 17548. Пізніше було підтверджено одну смерть, загальна кількість померлих зросла до 17. Пізніше було підтверджено наявність COVID-19 ще в однієї особи після її смерті, смерть була спричинена серцевим нападом.[13][14]
- Південна Корея повідомила про 6 нових випадків хвороби, загальна кількість випадків зросла до 10780. Країна повідомила про 2 нові смерті, кількість померлих зросла до 250. 72 хворі одужали, загальна кількість одужань зросла до 9123.
- Іспанія повідомила про 276 нових смертей, кількість померлих зросла до 25100. Іспанія повідомила про 216582 випадки хвороби.
- Таїланд повідомив про 6 нових випадків хвороби, загальна кількість випадків зросла до 2966. Кількість померлих залишилася на рівні 54, 2732 хворих одужали, а 180 залишалися в лікарні.
- Туреччина повідомила про понад 122 тисячі випадків хвороби та 3200 смертей.[8]
- Україна повідомила про 550 нових випадків хвороби і 7 нових смертей, загальна кількість зросла до 11411 і 279 відповідно; загалом одужали 1498 хворих.[15]
- Велика Британія повідомила про 621 смертельний випадок хвороби, загальну кількість померлих зросла до 28131. Англія повідомила про 370 смертей (25 з яких не мали серйозних захворювань) у лікарнях, кількість смертей зросла до 20853.
- За даними Університету Джонса Гопкінса, США повідомили про загалом 65645 смертей. У США також повідомили про 34 тисячі випадків хвороби, внаслідок чого загальна кількість випадків перевищила 1,1 мільйона. Від коронавірусу одужали понад 164 тисячі осіб, проведено 6,5 мільйона тестів.
- Ємен повідомив про 3 нові випадки хвороби, загальна кількість випадків до 10. Ємен повідомив про 2 смерті від хвороби.
- У всьому світі зареєстровано понад 3,35 мільйона випадків, 239 тисяч смертей і понад 1,05 мільйона одужань.[8]

### 3 травня
Ситуаційний звіт ВООЗ № 104:
- Афганістан повідомив про понад 2700 випадків зараження, 85 смертей, у країні провели майже 12 тисяч тестів. Органи охорони здоров'я Афганістану також підтвердили, що з 500 випадкових тестів у столиці Кабулі 150 тестів виявилися позитивними.
- Вірменія повідомила про загалом 2386 випадків хвороби і 35 смертей.
- Бразилія повідомила про 4588 нових випадків хвороби, загальна кількість випадків зросла до 101147. Бразилія також повідомила про 275 смертей, кількість померлих зросла до 7025.
- Канада повідомила про 160 нових смертей, кількість померлих зросла до 3606. Канада повідомила про 1576 нових випадків хвороби, загальна кількість випадків зросла до 57148.
- Китай повідомив про 2 нових випадки хвороби та 12 нових безсимптомних випадків, загальна кількість випадків зросла до 82877. Кількість померлих залишилася на рівні 4633.
- Франція повідомила про 135 нових смертей, кількість померлих зросла до 24895. 25815 хворих знаходилися в лікарнях і 3819 в реанімації, порівняно з 25827 і 3827 відповідно попереднього дня.
- Індія повідомила про 2644 нові випадки хвороби, загальна кількість випадків зросла до понад 39 тисяч. Індія повідомила також про 83 нових смерті, кількість померлих зросла до 1301.
- Індонезія повідомила про 349 нових випадків хвороби, загальна кількість випадків зросла до 11912. Індонезія також повідомила про 18 смертей, кількість померлих зросла до 845.
- Іран повідомив про 47 нових смертей, кількість померлих зросла до 6203. Іран повідомив про 97424 випадки хвороби.
- Ізраїль повідомив про загалом 16194 випадки хвороби та 230 смертей.
- Італія повідомила про 174 смерті, кількість померлих зросла до 28884. Італія також повідомила про 1389 нових випадків хвороби, загальна кількість випадків зросла до 210717.[17]
- У Малайзії повідомили про 122 нові випадки хвороби, загальна кількість випадків зросла до 6297. Органи охорони здоров'я Малайзії також повідомили про 2 нові смерті, внаслідок чого кількість померлих досягла 105.[18]
- Нідерланди повідомили про 335 нових випадків хвороби, загальна кількість випадків зросла до 40471. У країні також зареєстровано 69 нових смертей, загальна кількість померлих зросла до 5056.[17]
- Нова Зеландія повідомила про 2 нових випадки хвороби, загальна кількість випадків зросла до 1487 (1136 підтверджених і 351 ймовірних). Органи охорони здоров'я Нової Зеландії також повідомили про 3 нові одужання, загальна кількість одужань зросла до 1266.[19]
- Філіппіни повідомили про загалом 9223 випадки хвороби та 607 смертей.
- Катар повідомив про 679 випадків хвороби, загальна кількість випадків зросла до 15551. У країні було зареєстровано 12 смертей.
- У Росії зареєстровано 10633 нові випадки хвороби.[17]
- Сінгапур повідомив про 657 нових випадків хвороби, загальна кількість випадків зросла до 18205. Крім того, міністерство охорони здоров'я Сінгапуру пояснило коливання кількості випадків за останні дні наявністю недосліджених зразків у лабораторії, вживалися заходи для вирішення цього питання. Пізніше було підтверджено одну смерть, загальна кількість померлих зросла до 18.[20]
- Південна Корея повідомила про 13 нових випадків хвороби, 10 з яких були завезеними.
- У Таїланді повідомили про 3 нових випадки хвороби, загальна кількість випадків зросла до 2966. Всього в країні було зареєстровано 54 смерті.
- Туреччина повідомила про 61 смерть, кількість померлих зросла до 3397. Туреччина також повідомила про 1670 нових випадків хвороби, загальна кількість випадків зросла до 120045. Загалом одужав 63151 хворих.[17]
- В Україні повідомили про 502 нових випадки хвороби та 9 нових смертей, загальна кількість зросла до 11913 та 288 відповідно; загалом одужали 1547 хворих.[21]
- Велика Британія повідомила про 315 смертей, кількість померлих зросла до 28446, включаючи лікарні, будинки для людей похилого віку та громадських діячів.
- У Сполучених Штатах Америки Вірджинія повідомила про першу смерть від хвороби, внаслідок чого загальна кількість смертей у Сполучених Штатах досягла 65646.[17][22]
- У В'єтнамі повідомили про свій перший новий випадок за 9 днів, загальна кількість випадків зросла до 271. Понад 30500 осіб помістили на карантин, а 261 тисяча осіб пройшли тестування.[17]

### 4 травня
Ситуаційний звіт ВООЗ № 105:
- Бангладеш повідомила про 688 нових випадків хвороби, загальна кількість випадків зросла до 10143. Загалом у країні зареєстровано 182 смерті.
- Бразилія повідомила про 4075 нових випадків хвороби, загальна кількість випадків зросла до 105222. Бразилія повідомила про 263 смерті, кількість померлих зросла до 7288.
- У Чилі повідомили про 980 нових випадків хвороби, загальна кількість випадків досягла 20643. Країна також повідомила про 10 нових смертей, загальна кількість померлих зросла до 270.
- Китай повідомив про 3 нові випадки хвороби, загальна кількість випадків зросла до 82880. Китай також повідомив про 13 нових безсимптомних випадків.
- Німеччина повідомила про 679 нових випадків хвороби, загальна кількість випадків зросла до 163175. У Німеччині повідомили про 43 смерті, кількість померлих зросла до 6692.
- Індонезія повідомила про 395 нових випадків хвороби, загальна кількість випадків зросла до 11587. Представник міністерства охорони здоров'я Індонезії Ахмад Юріанто також підтвердив 19 нових смертей, загальна кількість померлих зросла до 864. Загалом 1954 хворих одужали.
- В Ірані повідомили про 74 нові смерті, кількість померлих зросла до 6277. Іран повідомив про загалом 98647 випадків хвороби.[24]
- Ізраїль повідомив про 38 нових випадків хвороби, загальна кількість випадків зросла до 16246. Померли 3 хворих, кількість померлих сягнула 233. Загалом 10064 хворі одужали, 6436 осіб пройшли тестування.[25]
- Італія повідомила про 195 нових смертей, кількість померлих зросла до 29079. Італія повідомила про 1221 новий випадок хвороби, загальна кількість випадків зросла до 211938. 99980 залишалися інфікованими, 1479 перебували у реанімації. 82879 одужали, а 1,48 мільйона пройшли тестування на COVID-19.[24]
- Малайзія повідомила про 55 нових випадків хвороби, загальна кількість випадків зросла до 6353. 71 хворий одужав, кількість одужань досягла 4484. Малайзія не повідомила про нові смерті, кількість померлих залишилася на рівні 105.[26]
- Нідерланди повідомили про 199 нових випадків хвороби, загальна кількість випадків зросла до 40770. Влада Нідерландів повідомила про 26 нових смертей, кількість померлих зросла до 5082.[24]
- Нова Зеландія не повідомила про нові випадки хвороби, але один ймовірний випадок було перекласифіковано як підтверджений, зберігши загальну кількість випадків у 1487 (1137 підтверджених і 350 ймовірних). Крім того, органи охорони здоров'я Нової Зеландії підтвердили 10 нових одужань, загальна кількість одужань зросла до 1276.[27]
- Філіппіни повідомили про 16 нових смертей, кількість померлих зросла до 623. Філіппіни також повідомили про 262 нових випадки хвороби, загальна кількість випадків зросла до 9485.
- У Росії зареєстровано 10581 новий випадок хвороби.[24]
- У Сінгапурі повідомили про 573 нові випадки хвороби, загальна кількість випадків зросла до 18778.[28]
- Південна Корея повідомила про 8 нових випадків хвороби, загальна кількість випадків зросла до 10801.
- Туреччина повідомила про 65 смертей, кількість померлих до 3461. Турецька влада повідомила про 1614 нових випадків хвороби, загальна кількість випадків зросла до 127659. Загалом одужали 68166 хворих. Туреччина провела 35771 новий тест, загальна кількість тестів зросла до 1,170 мільйона.[24]
- Україна повідомила про 418 нових випадків хвороби і 15 нових смертей, загальна кількість зросла до 12331 і 303 відповідно; загалом одужали 1619 хворих.[29]
- Велика Британія повідомила про 288 смертей, кількість померлих зросла до 28734.
- Ємен повідомив про 2 нових випадки хвороби, загальна кількість випадків зросла до 12. У країні було зареєстровано 2 смерті.[24]

### 5 травня
Ситуаційний звіт ВООЗ № 106:
- Бразилія повідомила про 6935 нових випадків, довівши загальну кількість до 114 715. Органи охорони здоров'я також повідомили про 600 нових смертей, довівши загальну кількість до 7921. [31]
- Китай повідомив про один новий випадок хвороби і 15 безсимптомних випадків.
- Франція повідомила про 330 смертей, кількість померлих до 25531. 25755 хворих знаходились у лікарнях, 3430 перебували у відділенні інтенсивної терапії, порівняно з 25548 і 3696 відповідно.
- Німеччина повідомила про 685 нових випадків хороби, загальна кількість випадків зросла до 139860. Німеччина також повідомила про 139 смертей, загальна кількість померлих зросла до 6831.[31]
- Індонезія повідомила про 484 нові випадки хвороби, загальна кількість випадків зросла до 12071.[32]
- Іран повідомив про 1323 нові випадки хвороби, загальна кількість випадків зросла до 99970. Органи охорони здоров'я Ірану також повідомили про 63 смерті, внаслідок чого кількість померлих досягла 6340.
- Італія повідомила про 236 нових смертей, кількість померлих зросла до 29315. Італія також повідомила про 1075 нових випадків хвороби, загальна кількість випадків зросла до 213013.
- На Мадагаскарі загалом зареєстровано 149 випадків хвороби та жодної смерті.[31]
- Малайзія повідомила про 30 нових випадків хвороби, загальна кількість випадків зросла до 6883. Одужали 83 хворі, загальна кількість одужань досягла 4567. Малайзія повідомила також про одну нову смерть, кількість померлих зросла до 106.[33]
- Нова Зеландія не повідомила про нові випадки хвороби, а один попередній ймовірний випадок було скасовано, внаслідок чого загальна кількість випадків зменшилася до 1486 (1137 підтверджених і 349 ймовірних). Повідомлено про 26 нових одужань, загальна кількість одужань зросла до 1302.[34]
- Перу повідомило про 51189 випадків хвороби та 1444 смерті.
- Філіппіни повідомили про 14 нових смертей, кількість померлих зросла до 637. Органи охорони здоров'я також повідомили про 199 нових випадків, загальна кількість випадків зросла до 9684. 93 хворі одужали, загальна кількість одужань зросла до 1408.
- Росія повідомила про 10102 нові випадки хвороби, загальна кількість випадків зросла до 155370. Росія також повідомила про 95 смертей, кількість померлих зросла до 1451.[31]
- Сінгапур повідомив про 632 нові випадки хвороби, загальну кількість випадків зросла до 19410. Крім того, від серцевого нападу помер хворий, у якого був COVID-19.[35]
- Іспанія повідомила про 185 смертей, кількість померлих зросла до 25428. У країні загалом було зареєстровано 219329 випадків хвороби.
- Судан повідомив про 4 нові випадки смерті внаслідок хвороби, внаслідок чого кількість померлих зросла до 45. Суданська влада повідомила про 100 нових випадків хвороби, загальна кількість випадків сягнула 778. 70 хворих одужали від коронавірусу.
- Таїланд повідомив про один новий випадок хвороби, загальна кількість випадків зросла до 2988. У Таїланді не було зареєстровано нових смертей, кількість померлих залишилася на рівні 54. 2747 хворих одужали, а 84 все ще перебували в лікарнях.
- Туреччина повідомила про 59 смертей, кількість померлих зросла до 3250. Туреччина також повідомила про 1832 нові випадки хвороби, загальна кількість померлих зросла до 129491.[31]
- В Україні повідомили про 366 нових випадків хвороби і 13 нових смертей, загальна кількість зросла до 12697 і 316 відповідно; загалом одужали 1875 хворих.[36]
- Велика Британія повідомила про понад 30 тисяч смертей, включаючи 29648 смертей в Англії та Уельсі.
- Сполучені Штати Америки повідомили про загалом 70115 смертей, 1192119 випадків хвороби та 187 тисяч одужань. Найбільше постраждали штати Нью-Йорк (27073 смерті та понад 321 тисячу випадків хвороби) і Нью-Джерсі (8244 смерті та понад 130600 випадків хвороби).
- Ємен повідомив про 9 нових випадків хвороби, загальна кількість випадків зросла до 21, і повідомив про 3 смерті. Уряд Сани, який контролюється хуситами, повідомив про перший випадок зараження в сомалійця та про одну смерть.
- Згідно з даними Університету Джонса Гопкінса, кількість випадків коронавірусу у світі перевищила 3,5 мільйона, 251718 померли, а 1,2 мільйона одужали.[31]

### 6 травня
Ситуаційний звіт ВООЗ № 107:
- Канада повідомила про 4111 смертей і 62458 випадків хвороби.
- Китай повідомив про 2 нових випадки хвороби та 20 нових безсимптомних випадків хвороби.
- В Еквадорі плем'я секоя (також відоме як сієкопаї) повідомило про 15 випадків хвороби серед членів племені.
- Франція повідомила про 4183 нові випадки хвороби. Французька влада також повідомила про 278 нових смертей (181 у лікарнях і 97 у будинках пристарілих), кількість померлих зросла до 16237. 24983 хворі знаходилися в лікарнях, 3147 перебували в реанімації.
- Німеччина повідомила про 947 випадків хвороби, загальна кількість випадків зросла до 164807. 165 хворих померли, кількість померлих зросла до 6996.
- Іран повідомив про 1680 нових випадків хвороби, внаслідок чого загальна кількість випадків перевищила позначку в 100 тисяч.
- Італія повідомила про 369 смертей, кількість померлих зросла до 29684. Італія повідомила про 1444 випадки хвороби, загальна кількість випадків зросла до 214457. Налічувалось 91528 активних випадків хвороби, 1333 перебували в реанімації. Проведено 1,550 мільйона тестувань.[32]
- Малайзія повідомила про 45 нових випадків хвороби, загальна кількість випадків зросла до 6248. У країні одужали 135 хворих, кількість одужань зросла до 4702. Малайзія також повідомила про одну нову смерть, кількість померлих зросла до 107.[38]
- Нова Зеландія повідомила про 2 нових випадки хвороби (1 підтверджений і 1 ймовірний), загальна кількість випадків зросла до 1488 (1138 підтверджених і 350 імовірних). Органи охорони здоров'я Нової Зеландії повідомили про 14 нових одужань, загальна кількість одужань зросла до 1316. Нова Зеландія повідомила про одну нову смерть, внаслідок чого кількість померлих зросла до 21.[39][40]
- Філіппіни повідомили про 320 нових випадків, загальна кількість випадків зросла до 10004. Філіппіни повідомили про 21 нову смерть, внаслідок чого кількість померлих досягла 658.
- Катар повідомив про 830 випадків хвороби, загальна кількість випадків зросла до 15890. Загальна кількість одужань зросла до 2070.
- Росія повідомила про 10559 випадків хвороби, загальна кількість випадків зросла до 165929. Росія повідомила про 86 смертей, кількість померлих зросла до 1537.[32]
- Сінгапур повідомив про 788 нових випадків хвороби, загальна кількість випадків зросла до 20198. Було підтверджено 2 смерті, кількість померлих зросла до 20.[41]
- Словаччина повідомила про загалом 1429 випадків хвороби та 25 смертей, причому одужання становили приблизно половину загальної кількості випадків.[32]
- Південна Осетія повідомила про перші 3 випадки хвороби.[42]
- Іспанія повідомила про 244 смерті, кількість померлих зросла до 25857. Іспанія повідомила про 996 нових випадків хвороби, загальна кількість випадків зросла до 220325.
- Туреччина повідомила про 64 нові смерті, внаслідок чого кількість померлих досягла 3584. Туреччина повідомила про 2253 нові випадки хвороби, загальна кількість випадків зросла до 131744. Одужали загалом 78202 хворі.[32]
- Україна повідомила про 487 нових випадків хвороби і 11 нових смертей, загальна кількість зросла до 13184 і 327 відповідно; загалом одужали 2097 хворих.[43]
- Міжнародна рада медичних сестер повідомила, що 90 тисяч медсестер постраждали під час пандемії, 260 померли.
- Ємен повідомив про 3 смерті та 25 випадків хвороби.[32]

### 7 травня
Ситуаційний звіт ВООЗ № 108:
- Афганістан повідомив про 3563 випадки хвороби та 106 смертей. Кабул повідомив про 925 випадків хвороби, у тому числі 346 у медичних працівників.[45][46]
- Африканські центри з контролю та профілактики захворювань повідомили про понад 50 тисяч випадків хвороби в усій Африці, та 8 тисяч у ПАР.
- Білорусь повідомила про загалом 19225 випадків хвороби і щонайменше 112 смертей. Білоруський уряд відмовився вводити будь-які карантинні заходи та обмеження.
- Бразилія повідомила про 10503 нових підтверджених випадки хвороби та 615 смертей.
- Китай повідомив про 2 нових випадки хвороби, офіційна кількість випадків зросла до 82885. Офіційна кількість померлих становила 4633.
- Франція повідомила про 178 нових випадків хвороби, загальна кількість випадків зросла до 25987. 23208 хворих залишалися в лікарнях, 2961 знаходилися в реанімації.
- Індія повідомила про 3561 новий випадок хвороби, загальна кількість випадків зросла до 52952. Влада Індії повідомила про 1783 смерті.[45]
- Індонезія повідомила про 338 нових випадків хвороби, загальна кількість випадків зросла до 12776. 35 хворих померли, кількість померлих зросла до 930. 96717 осіб пройшли тестування, 2381 хворих одужали.[47]
- Італія повідомила про 274 смерті, кількість померлих зросла до 29958. Італія повідомила про 1401 новий випадок хвороби, загальна кількість випадків зросла до 215858.
- Латвія повідомила про 909 випадків хвороби та 18 смертей.[45]
- Малайзія повідомила про 39 нових випадків хвороби, загальна кількість випадків зросла до 6467. Одужали 74 хворі, загальна кількість одужань досягла 4776. 1584 хворих були госпіталізовані, 19 перебували у відділенні інтенсивної терапії та 18 на апараті штучної вентиляції легень. Кількість померлих залишилася на рівні 107.[48]
- Мексика повідомила про 27634 випадків хвороби та 2704 смерті.
- Нідерланди повідомили про 455 випадків хвороби, загальна кількість випадків зросла до 41774. Органи охорони здоров'я країни повідомили про 84 нових смерті, внаслідок чого кількість померлих досягла 5288.[45]
- Нова Каледонія повідомила, що всі 18 хворих з COVID-19 одужали, тобто активних випадків хвороби на острові немає.[49]
- Нова Зеландія повідомила про один новий випадок хвороби, загальна кількість випадків зросла до 1489 (1139 підтверджених і 350 ймовірних). Органи охорони здоров'я також повідомили про 16 нових одужань, загальна кількість одужань зросла до 1332. Напередодні було проведено рекордні 7323 тести на коронавірус.[50]
- Катар повідомив про 918 нових випадків хвороби, загальна кількість випадків зросла до 16592. Кількість померлих залишилася на рівні 12.
- Росія повідомила про 11231 новий випадок хвороби (з них 6703 у Москві), загальна кількість випадків зросла до 177160 (92676 у Москві). Росія також повідомила про 88 нових смертей, кількість померлих зросла до 1625. Мер Москви Сергій Собянін заявив, що кількість випадків хвороби в Москві значно перевищує офіційні дані.[45]
- Сінгапур повідомив про 741 новий випадок хвороби, загальна кількість випадків зросла до 20939.[51]
- Іспанія повідомила про 213 смертей, кількість померлих зросла до 26070. Іспанія повідомила також про 221447 випадків хвороби.
- У Таїланді повідомили про 3 нових випадки хвороби, загальна кількість випадків зросла до 2992.
- Туреччина повідомила про 57 нових смертей, кількість померлих зросла до 3641. Туреччина також повідомила про 1977 нових випадків хвороби, загальна кількість випадків зросла до 133721.[45]>
- Україна повідомила про 507 нових випадків хвороби і 13 нових смертей, загальна кількість зросла до 13691 і 340 відповідно; загалом одужали 2396 хворих.[52]
- Велика Британія повідомила про 539 нових смертей, кількість померлих зросла до 30615.
- Сполучені Штати Америки повідомили про першу смерть в імміграційні тюрмі. Карлос Ернестор Ескобар помер від ускладнень, пов'язаних із COVID-19, у центрі імміграційного ув'язнення в Сан-Дієго.[45]

### 8 травня
Ситуаційний звіт ВООЗ № 109:
- Аргентина повідомила про понад 5611 випадків хвороби та 293 смерті.[54]
- Австралія повідомила про загалом трохи менше 7 тисяч випадків хвороби і майже 100 смертей. У лікарнях залишалися 800 хворих.[55]
- Бразилія повідомила про 10222 нові випадки хвороби, загальна кількість випадків зросла до 145328. Бразилія також повідомила про 751 смерть, кількість померлих зросла до 9897.
- Китай повідомив про один новий випадок хвороби і 15 нових безсимптомних випадків. У Китаї офіційно зареєстровано 82887 випадків хвороби, 78 тисяч одужали та 4633 хворі померли.[54]
- Франція повідомила про 243 смерті, кількість померлих зросла до 26230. 2868 хворих залишалися в реанімації.
- 6 членів Ради співробітництва Перської затоки повідомили про майже 80 тисяч випадків хворобия та 486 смертей.
- У Гондурасі загалом зареєстровано 1461 випадок хвороби та 99 смертей.
- Італія повідомила про 243 смерті, кількість померлих зросла до 30201.[56]
- Малайзія повідомила про 68 нових випадків хвороби, загальна кількість випадків зросла до 6535. 1564 хворих залишалия в лікарнях, з них 17 у реанімації та 7 на штучній вентиляції легень. Влада Малайзії повідомила про 88 одужань, кількість одужань зросла до 4864. Кількість померлих залишилася на рівні 107.[57]
- Нова Зеландія повідомила про один новий підтверджений випадок хвороби, а попередній імовірний випадок було перекласифіковано як підтверджений, унаслідок чого загальна кількість випадків досягла 1490 (1141 підтверджених і 349 ймовірних). Повідомлено про 15 нових одужань, загальна кількість одужань зросла до 1347, або 90 % усіх випадків. Попередньої доби було зроблено рекордні 7812 тестів.[58]
- Катар повідомив про 1311 нових випадків хвороби, загальна кількість випадків перевищила 20 тисяч. Більшість із цих випадків зареєстровано в іноземних трудових мігрантів. У країні повідомили про 12 померлих.
- Росія повідомила про 10699 нових випадків хвороби, загальна кількість випадків зросла до 187859. Росія повідомила про 98 смертей, кількість померлих зросла до 1723.[56]
- Сінгапур повідомив про 768 нових випадків хвороби, загальна кількість випадків зросла до 21707.[59][60]
- Іспанія повідомила про 229 нових смертей, кількість померлих зросла до 26229. Країна також повідомила про 222857 випадків хвороби.
- Таїланд повідомив про 8 нових випадків хвороби, загальна кількість випадків зросла до 3 тисяч. Кількість померлих залишилася на рівні 55.[56]
- В Україні повідомили про 504 нові випадки хвороби та 21 нову смерть, загальна кількість зросла до 14195 та 361 відповідно; загалом одужали 2706 хворих.[61]
- У США в штаті Нью-Йорк повідомили, що в 73 дітей зареєстровано запальний синдром, який, як вважали, пов'язаний з COVID-19. Повідомлено про смерть п'ятирічного хлопчика.[62]
- Ємен повідомив про 9 нових випадків, загальна кількість випадків зросла до 34. Ємен повідомив про 2 смерті, кількість померлих зросла до 7.[56]

### 9 травня
Ситуаційний звіт ВООЗ № 110:
- Австралія повідомила про 6927 випадків хвороби і 97 смертей.[64]
- У Білорусі загалом зареєстровано 21101 випадок хвороби і 26 смертей.
- Канада повідомила про 157 нових смертей, кількість померлих зросла до 4628. Канада повідомила про 1381 випадок хвороби, загальна кількість випадків зросла до 66780.
- Франція повідомила про 80 смертей, кількість померлих зросла до 26310. 22614 хворих залишалися в лікарнях, 2812 перебували в реанімації.
- Німеччина повідомила про 1251 випадок хвороби, загальна кількість випадків зросла до 168551. Німеччина повідомила про 147 смертей, кількість померлих зросла до 7369.
- Індонезія повідомила про 533 нові випадки хвороби, загальна кількість випадків зросла до 13645. Індонезія повідомила про 16 смертей, загальна кількість померлих зросла до 959.
- Іран повідомив про 1529 нових випадків хвороби, загальна кількість випадків зросла до 106220. Іран повідомив про 48 смертей, кількість померлих зросла до 6589. У той час як у більшості провінцій кількість випадків знизилася, у Хузестані кількість випадків продовжувала зростати.
- Італія повідомила про 194 смерті, кількість померлих зросла до 30395. Італія повідомила про 1083 нові випадки хвороби, загальна кількість випадків зросла до 218268. 1034 хворих залишалися в реанімації.
- У Малайзії повідомили про 54 нових випадки хвороби, загальна кількість випадків зросла до 6589. Малайзія повідомила про одну смерть, загальна кількість померлих зросла до 108.[54]
- Нова Зеландія повідомила про 2 нові випадки хвороби (один підтверджений, а інший імовірний), загальна кількість випадків зросла до 1492 (1142 підтверджених і 350 ймовірних). Повідомлено про 21 нове одужанняй, загальнау кількість одужань зросла до 1368.[65]
- Філіппіни повідомили про 147 випадків хвороби, загальна кількість випадків зросла до 10610. Філіппіни повідомили про 8 смертей, загальна кількість померлих зросла до 704.
- Катар повідомив про 1130 випадків хвороби, загальна кількість випадків зросла до 21331. Катар повідомив про одну смерть, кількість померлих зросла до 13.
- Росія повідомила про 10817 випадків хвороби, загальна кількість випадків зросла до 198676. Росія повідомила про 104 смерті, збільшивши кількість померлих зросла до 1827.[54]
- У Сінгапурі повідомили про 753 нові випадки хвороби, загальна кількість випадків зросла до 22460.[66]
- Південна Корея повідомила про 18 нових випадків, загальна кількість випадків зросла до 10840. У країні повідомили про 256 смертей.
- Іспанія повідомила про 721 новий випадок хвороби, загальна кількість випадків зросла до 223578. Іспанія також повідомила про 179 смертей, загальна кількість померлих зросла до 26478.
- У Таїланді повідомили про 4 нові випадки хвороби, загальна кількість випадків зросла до 3004. Таїланд також повідомив про одну смерть, кількість померлих зросла до 56.[54]
- Україна повідомила про 515 нових випадків хвороби і 15 нових смертей, загальна кількість до 14710 і 376 відповідно; загалом одужали 2909 хвороби.[67]
- Велика Британія повідомила про 346 смертей, кількість померлих зросла до 31587.[54]
- Сполучені Штати Америки повідомили про 1342329 випадків хвороби, 79906 смертей і 232821 одужання.[68] У Нью-Йорку губернатор Ендрю Куомо оголосив, що ще 3 дітей померли від інфекційної хвороби, пов'язаної з COVID-19.[54]

### 10 травня
Ситуаційний звіт ВООЗ № 111:
- Бразилія повідомила про 10627 смертей і 155939 випадків хвороби. Однак вчені вважали, що реальні цифри були вищі через відсутність масового тестування.
- Канада повідомила про 100 нових смертей, кількість померлих зросла до 4728 осіб. Канада повідомила про 1216 нових випадків хвороби, загальна кількість випадків зросла до 66796.
- Китай повідомив про 14 нових випадків хвороби (12 з місцевою передачею інфекції і 2 завезених); 11 з цих випадків зареєстровано в провінції Цзілінь і один у провінції Хубей.
- Франція повідомила про 70 нових смертей, кількість померлих зросла до 26380. З реанімації виписано 36 хворих, загальна кількість хворих у реанімації зменшилася до 2776.
- Німеччина повідомила про 667 нових випадків хвороби, загальна кількість випадків зросла до 169218. Німеччина також повідомила про 26 смертей, кількість померлих зросла до 7395.
- Іран повідомив про 51 нову смерть.
- Ліван повідомив про 36 нових випадків хвороби, загальна кількість випадків зросла до 845. Кількість смертей у Лівані залишилася на рівні 26.[70]
- Малайзія повідомила про 67 нових випадків хвороби (49 з них іноземці), загальна кількість випадків зросла до 6656. 1525 хворих залишалися в лікарнях; 18 у реанімації та 6 на штучній вентиляції легень. 96 хворих одужали, загальна кількість одужань зросла до 5025. Кількість померлих залишилася на рівні 108.[71][70]
- Нова Зеландія повідомила про 2 нових випадки хвороби (обидва підтверджені), загальна кількість випадків зросла до 1494 (1144 підтверджених і 350 ймовірних). 2 хворих залишалися в лікарні. 3 хворих одужали, загальна кількість одужань зросла до 1371.[72]
- Філіппіни повідомили про 184 нові випадки хвороби, загальна кількість випадків зросла до 10794. Було зареєстровано 15 смертей, кількість померлих зросла до 719. 82 хворі одужали, внаслідок чого загальна кількість одужань досягла 1924.
- Росія повідомила про 11012 нових випадків хвороби, загальна кількість випадків зросла до 209668. Росія повідомила про 88 смертей, кількість померлих зросла до 1195.[70]
- Сінгапур повідомив про 876 нових випадків хвороби, загальна кількість випадків зросла до 23336. Крім того, було зареєстровано 33 хибнопозитивні тести через проблеми з калібруванням в одному з тестових наборів.[73]
- Південна Корея повідомила про 34 нових випадки хвороби (26 випадків місцевої передачі вірусу та 8 завезених). Більшість цих випадків пов'язані з нічними клубами в сеульському районі Ітхевон.
- Іспанія повідомила про 143 нові смерті, кількість померлих зросла до 26621. Іспанія повідомила про 224390 випадків хвороби.
- Таїланд повідомив про 5 нових випадків хвороби, загальна кількість випадків зросла до 3009. Кількість померлих залишилася на рівні 59.
- Туреччина повідомила про 137115 випадків хвороби і 3739 смертей.[70]
- Україна повідомила про 522 нових випадки хвороби та 15 нових смертей, загальна кількість зросла до 15232 та 391 відповідно; загалом одужали 2909 хворих.[74]
- Велика Британія повідомила про 269 смертей, загальна кількість померлих у країні зросла до 31855.[70]
- У Сполучених Штатах Америки щонайменше 25600 мешканців і працівників будинків пристарілих та інших закладах тривалого догляду за людьми похилого віку померли. Коронавірус уразив 143 тисячі осіб у близько 7,5 тисячі закладів.[75][70]
- Загалом у всьому світі було зареєстровано близько 4 мільйонів випадків хвороби, майже 1,4 мільйона одужань і понад 279 тисяч смертей.[76]

### 11 травня
Ситуаційний звіт ВООЗ № 112:
- Малайзія повідомила про 70 нових випадків хвороби, загальна кількість випадків зросла до 6726. Налічувалось 1504 активних випадки хвороби, 20 з яких перебували в реанімації. 88 хворих одужали, загальна кількість одужань зросла до 5113. Малайзія повідомила про одну нову смерть, внаслідок чого кількість померлих досягла 109.[78]
- Нова Зеландія повідомила про 3 нових випадки хвороби (всі підтверджені), загальна кількість випадків зросла до 1497 (1147 підтверджених і 350 ймовірних). Повідомлено про 15 нових одужань, загальна кількість одужань зросла до 1386. Кількість активних випадків впала нижче 90.[79]
- Сінгапур повідомив про 486 нових випадків хвороби, загальна кількість випадків зросла до 23822. Згодом із підрахунку було вилучено 35 хибнопозитивних результатів, що призвело до зменшення кількості до 23787. Пізніше було підтверджено ще одну смерть, внаслідок чого кількість померлих зросла до 21, ще один хворий помер від серцевого нападу, та згодом дав позитивний результат тестування на коронавірус.[80]
- Україна повідомила про 416 нових випадків хвороби і 17 нових смертей, загальна кількість зросла до 15648 і 408 відповідно; загалом одужали 3288 хворих.[81]

### 12 травня
Ситуаційний звіт ВООЗ № 113:
- Індія повідомила про 87 смертей і 3604 нові випадки хвороби, загальна кількість випадків зросла до 70756.[83]
- Малайзія повідомила про ще 16 випадків хвороби, загальна кількість випадків зросла до 6742. 110 хворих одужали, загальна кількість одужань досягла 5223. Кількість померлих залишилася на рівні 109.[84]
- Нова Зеландія не повідомила про нові випадки хвороби, загальна кількість випадків залишилася на рівні 1497 (1147 підтверджених і 350 ймовірних). Повідомлено про 12 нових одужань, загальна кількість одужань зросла до 1398.[85]
- У Сінгапурі повідомили про 884 нових випадки хвороби, загальна кількість випадків зросла до 24671. Було зареєстровано ще 2 смерті з інших причин, які пізніше отримали позитивний результат тестування.[86]
- Україна повідомила про 375 нових випадків хвороби і 17 нових смертей, загальна кількість випадків зросла до 16023 і 425 відповідно; загалом одужали 3373 хворі.[87]

### 13 травня
Ситуаційний звіт ВООЗ № 114:
- Індонезія повідомила про 689 нових випадків хвороби, кількість випадків зросла до 15438. 21 хворий помер, кількість померлих досягла 1028. 3287 хворих одужали.[89]
- Лесото повідомило про перший випадок хвороби в країні.[90][91][92]
- Малайзія повідомила про 37 нових випадків хвороби (4 завезених і 33 місцевих передачі), загальна кількість випадків зросла до 6779. 58 хворих одужали, внаслідок чого загальна кількість одужань склала 5281. Малайзія повідомила про 2 смерті, внаслідок чого кількість померлих досягла 111.[93]
- Нова Зеландія не повідомила про нові випадки хвороби, загальна кількість випадків залишилася на рівні 1497. Влада Нової Зеландії також повідомила про 4 одужання, загальна кількість одужань зросла до 1402.[94]
- Сінгапур повідомив про 675 нових випадків хвороби, загальна кількість випадків досягла 25346.[95]
- Україна повідомила про 402 нові випадки хвороби та 14 нових смертей, загальна кількість зросла до 16425 та 439 відповідно; загалом одужали 3716 хворих.[96]

### 14 травня
Ситуаційний звіт ВООЗ № 115:
- Канадська провінція Онтаріо повідомила про 345 нових випадків хвороби.[98]
- Малайзія повідомила про 40 нових випадків хвороби, загальна кількість випадків зросла до 6819. Одужали 70 хворих, загальна кількість одужань зросла до 5351. Малайзія також повідомила про одну нову смерть, кількість померлих зросла до 112.[99]
- Нова Зеландія не повідомила про нові випадки хвороби, загальна кількість випадків залишилася на рівні 1497. 9 хворих одужали, загальна кількість одужань зросла до 1411.[100]
- Сінгапур повідомив про 752 нові випадки хвороби, загальна кількість випадків зросла до 26098.[101]
- Україна повідомила про 422 нові випадки хвороби та 17 нових смертей, загальна кількість зросла до 16847 та 456 відповідно; загалом одужали 4143 хворі.[102]

### 15 травня
Ситуаційний звіт ВООЗ № 116:
- Фіджі підтвердили одне одужання.[104]
- Малайзія повідомила про 36 нових випадків хвороби, загальна кількість випадків зросла до 6855. Налічувалось 1304 активні випадки хвороби. Одужали 88 хврих, загальна кількість одужань досягла 5439.[105]
- Нова Зеландія повідомила про один новий випадок хвороби, загальна кількість випадків зросла до 1498 (1148 підтверджених і 350 ймовірних). Ще 10 хворих одужали, загальна кількість одужань сягнула 1421.[106] Новий випадок був пов'язаний з кластером «Marist College».[107]
- У Сінгапурі повідомили про 793 нові випадки хвороби, загальна кількість випадків зросла до 26891.[108]
- Україна повідомила про 483 нові випадки хвороби та 20 нових смертей, загальна кількість зросла до 17330 та 476 відповідно; загалом одужали 4473 хворі.[109]

### 16 травня
Ситуаційний звіт ВООЗ № 117:
- Малайзія повідомила про 17 нових випадків хвороби, загальна кількість випадків зросла до 6782. 73 хворі одужали, загальна кількість одужань досягла 5512. Влада Малайзії також повідомила про одну нову смерть, внаслідок чого кількість померлих досягла 113.[111]
- Нова Зеландія не повідомила про нові випадки хвороби, загальна кількість залишилася на рівні 1498. 7 хворих одужали, а загальна кількість одужань досягла 1428.[112]
- Сінгапур повідомив про 465 нових випадків хвороби, загальна кількість випадків досягла 27356. Пізніше було підтверджено ще одну смерть, загальна кількість випадків зросла до 22.[113]
- Україна повідомила про 528 нових випадків хвороби і 21 нову смерть, загальна кількість зросла до 17858 і 497 відповідно; загалом одужали 4473 хворі.[114]

### 17 травня
Ситуаційний звіт ВООЗ № 118:
- У Малайзії повідомили про 22 нові випадки хвороби, загальна кількість випадків зросла до 6894. Налічувалось 1210 активних випадків хвороби, 59 хворих одужали, загальна кількість одужань зросла до 5571.[116]
- Нова Зеландія повідомила про один новий випадок хвороби, загальна кількість підтверджених і ймовірних випадків зросла до 1499. Залишилося 45 активних випадків хвороби. Ще 5 хворих одужали, внаслідок чого загальна кількість одужань досягла 1433.[117] Останнім підтвердженим випадком став малюк з провінції Кентербері, пов'язаний із кластером «Rosewood» у Крайстчерчі.[118]
- Сінгапур повідомив про 682 нові випадки хвороби, загальна кількість випадків зросла до 28038.[119]
- Україна повідомила про 433 нові випадки хвороби та 17 нових смертей, загальна кількість зросла до 18291 та 514 відповідно; загалом одужали 5116 хворих.[120]

### 18 травня
Ситуаційний звіт ВООЗ № 119:
- Малайзія повідомила про 47 нових випадків хвороби, загальна кількість випадків зросла до 6941. 44 хворі були виписані з лікарні, внаслідок чого загальна кількість одужань досягла 5615. Налічувалось 1213 активних випадків хвороби, з них 13 у реанімації та 6 на штучній вентиляції легень.[122]
- Нова Зеландія не повідомила про нові випадки хвороби, одужання чи смерті; загальна кількість імовірних і підтверджених випадків залишилася на рівні 1499, одужали 1433 хворих, зареєстровано 21 смерть. Налічувалось 45 активних випадків хвороби, 2 з яких залишалися в лікарнях.[123]
- Сінгапур повідомив про 305 нових випадків хвороби, загальна кількість випадків зросла до 28343.[124]
- Україна повідомила про 325 нових випадків хвороби і 21 нову смерть, загальна кількість зросла до 18616 і 535 відповідно; загалом одужали 5276 хворих.[125]

### 19 травня
Ситуаційний звіт ВООЗ № 120:
- Китай повідомив про 6 нових випадків хвороби, у тому числі один в Ухані.[127]
- Малайзія повідомила про 37 нових випадків хвороби, загальна кількість випадків зросла до 6978. Повідомлено про ще одну смерть, внаслідок чого кількість померлих досягла 114. 31 хворий одужав, унаслідок чого загальна кількість одужань досягла 5646. Налічувалось 1213 активних випадків, з них 11 у реанімації та 6 на штучній вентиляції легень.[128]
- Нова Зеландія повідомила про 4 нові випадки хвороби, загальна кількість підтверджених і ймовірних випадків зросла до 1503 (1153 підтверджених і 350 імовірних випадків). 9 хворих одужали, загальна кількість одужань досягла 1442. Налічувалось 40 активних випадків хвороби, менше ніж 5 днів раніше.[129][130]
- Сінгапур повідомив про 451 новий випадок хвороби, загальна кількість випадків зросла до 28794..[131]
- Україна повідомила про 260 нових випадків хвороби і 13 нових смертей, загальна кількість зросла до 18 876 і 548 відповідно; загалом одужали 5632 хворі.[132]

### 20 травня
Ситуаційний звіт ВООЗ № 121:
- Малайзія повідомила про 31 новий випадок хвороби, загальна кількість випадків зросла до 7009.[134] 60 хворих одужали, загальна кількість одужань зросла до 5706. У лікарнях перебували 1189 активних випадків хвороби, з них 11 у реанімації та 7 на штучній вентиляції легень.[135]
- Нова Зеландія повідомила про 3 нові одужання, загальна кількість одужань зросла до 1447. Налічувалось 35 активних випадків хвороби, один з них залишався в лікарні. Загальна кількість ймовірних і підтверджених випадків становила 1503, а кількість смертей залишилася на рівні 21.[136]
- Сінгапур повідомив про 570 нових випадків хвороби, загальна кількість випадків зросла до 29364.[137]
- Україна повідомила про 354 нові випадки хвороби та 16 нових смертей, загальна кількість зросла до 19230 та 564 відповідно; загалом одужали 5955 хворих.[138]

### 21 травня
Ситуаційний звіт ВООЗ № 122:
- Малайзія повідомила про 50 нових випадків хвороби, загальна кількість випадків зросла до 7050. Зареєстровано 1149 активних випадків хвороби, 10 у реанімації та 7 на апаратах штучної вентиляції легень. Одужали 90 хворих, загальна кількість одужань зросла до 5796.[140]
- Нова Зеландія повідомила про 5 нових одужань, загальна кількість зросла до 1452. Налічувались 30 активних випадків хвороби, один з них знаходився в лікарні. Загальна кількість імовірних і підтверджених випадків становила 1502, а кількість смертей залишилася на рівні 21.[141]
- Сінгапур повідомив про 448 нових випадків хвороби, загальна кількість випадків досягла 29812. Пізніше було підтверджено ще одну смерть, загальна кількість випадків зросла до 23.[142]
- Україна повідомила про 476 нових випадків хвороби і 15 нових смертей, загальна кількість зросла до 19706 і 579 відповідно; загалом одужали 6227 хворих.[143]

### 22 травня
Ситуаційний звіт ВООЗ № 123:
- Малайзія повідомила про 78 нових випадків хвороби, загальна кількість випадків зросла до 7137. Зареєстровано 1163 активні випадки хвороби, 9 у реанімації та 5 на штучній вентиляції легень. 63 хворі одужали, загальна кількість одужань зросла до 5859. Малайзія також повідомила про одну нову смерть, кількість померлих зросла до 115.[145]
- Нова Зеландія повідомила про один новий випадок хвороби, загальна кількість імовірних і підтверджених випадків зросла до 1504. 3 хворих одужали, загальна кількість одужань досягла 1455. Зареєстровано 28 активних випадків хвороби, один з яких перебував у лікарні.[146]
- Сінгапур повідомив про 614 нових випадків хвороби, загальна кількість випадків досягла 30426.[147]
- В Україні повідомили про 442 нових випадки хвороби та 9 нових смертей, загальна кількість зросла до 20148 та 588 відповідно; загалом одужали 6585 хворих.[148]

### 23 травня
Ситуаційний звіт ВООЗ № 124:
- Малайзія повідомила про 48 нових випадків хвороби, загальна кількість випадків зросла до 7185. Налічувалось 1158 активних випадків хвороби, з них 9 у реанімації та 5 на штучній вентиляції легень. 53 хворі, внаслідок чого загальна кількість одужань зросла до 5912. Кількість померлих становила 115.[150]
- У Новій Зеландії не повідомлено про нові випадки хвороби, смерті та одужання. Загальна кількість підтверджених та ймовірних випадків становила 1504; кількість померлих 21; і кількість одужань — 1455.[151]
- У Сінгапурі повідомили про 642 нових випадки хвороби, загальна кількість випадків зросла до 31068.[152]
- Україна повідомила про 432 нові випадки хвороби та 17 нових смертей, загальна кількість зросла до 20580 та 605 відповідно; загалом одужали 6929 хворих.[153]

### 24 травня
Ситуаційний звіт ВООЗ № 125:
- Бразилія повідомила про понад 363 тисячі випадків і майже 23 тисячі смертей.[155]
- У Малайзії повідомили про 60 нових випадків хвороби, загальна кількість випадків зросла до 7245. Налічувались 1185 активних випадків хвороби, 9 у реанімації та 4 на штучній вентиляції легень. 33 хворі одужали, загальна кількість одужань зросла до 5945. Кількість померлих залишилася на рівні 115.[156]
- Нова Зеландія повідомила про одне нове одужання, загальна кількість одужань зросла до 1456, налічувалось 27 активних випадків хвороби. Загальна кількість підтверджених і ймовірних випадків хвороби залишилася на рівні 1154, а кількість померлих — 21.[157]
- Сінгапур повідомив про 548 нових випадків хвороби, загальна кількість випадків зросла до 31616.[158]
- Україна повідомила про 406 нових випадків хвороби і 12 нових смертей, загальна кількість зросла до 20986 і 617 відповідно; загалом одужали 7108 хворих.[159]

### 25 травня
Ситуаційний звіт ВООЗ № 126:
- У Малайзії повідомили про 172 нових випадки хвороби, загальна кількість випадків зросла до 7417. Налічувались 1410 активних випадків хвороби. 34 хворі одужали, загальна кількість одужань зросла до 5979. Кількість померлих залишилася на рівні 115.[161]
- У Новій Зеландії не повідомили про нові випадки хвороби, одужання та смерті, які залишилися на рівні 1504 (1154 підтверджених та 350 імовірних), 1456 та 21 відповідно. Налічувались 27 активних випадків хвороби.[162]
- Філіппіни повідомили про 284 нові випадки хвороби, загальна кількість випадків зросла до 14319. Філіппіни також повідомили про 74 одужання, внаслідок чого загальна кількість одужань досягла 3323. Було 5 нових смертей, кількість померлих зросла до 873.[163]
- У Сінгапурі повідомили про 344 нові випадки хвороби, загальна кількість зросла до 31960.[164]
- В Україні повідомили про 259 нових випадків хвороби і 6 нових смертей, загальна кількість зросла до 21245 і 623 відповідно; загалом одужали 7108 хворих.[165]

### 26 травня
Ситуаційний звіт ВООЗ № 127:
- Малайзія повідомила про 187 нових випадків хвороби (10 завезених і 177 з місцевою передачею інфекції), внаслідок чого загальна кількість випадків досягла 7604. Зі 177 місцевих передач 173 зареєстровані в іноземців, утримуваних у центрах для іммігрантів. 62 хворі одужали, загальна кількість одужань зросла до 6041. У Малайзії налічувались 1448 активних випадків хвороби; 8 у відділенні інтенсивної терапії та 5 на штучній вентиляції легень.[167][168]
- Нова Зеландія повідомила про 5 нових одужань, внаслідок чого загальна кількість одужань досягла 1461. Налічувались 22 активні випадки хвороби, загальна кількість підтверджених та ймовірних випадків залишилася 1504. Кількість померлих залишилася на рівні 21.[169]
- У Сінгапурі повідомили про 383 нові випадки хвороби, загальна кількість випадків зросла до 32343.[170][171]
- Україна повідомила про 339 нових випадків хвороби і 21 нову смерть, загальна кількість зросла до 21584 і 644 відповідно; загалом одужали 7575 хворих.[172]
- У Міннеаполісі почалися протести через убивство Джорджа Флойда.[173] Здебільшого через соціальні мережі вони згодом поширилися по всій країні та по всьому світу. Експерти в галузі охорони здоров'я та державні чиновники висловили занепокоєння, що ці масові зібрання можуть спричинити загострення поширення хвороби після 31 травня або раніше.[174][175][176][177][178][179][180][181]

### 27 травня
Ситуаційний звіт ВООЗ № 128:
- Малайзія повідомила про 15 нових випадків хвороби (найнижча кількість з моменту введення наказу про контроль переміщення 18 березня), загальна кількість випадків зросла до 7619. 42 хворі одужали, загальна кількість одужань зросла до 6083. Налічувався 1421 активний випадок хвороби; 6 у реанімації та 4 на штучній вентиляції легень. Кількість померлих залишилася на рівні 115.[183]
- Нова Зеландія повідомила про одне нове одужання, внаслідок чого загальна кількість одужань досягла 1462. Налічувався 21 активний випадок хвороби, загальна кількість підтверджених і ймовірних випадків залишилася на рівні 1504. Кількість померлих надалі становила 21.[184]
- У Сінгапурі повідомили про 533 нові випадки хвороби, загальна кількість випадків зросла до 32876.[185][186]
- Україна повідомила про 321 новий випадок хвороби і 14 нових смертей, загальна кількість зросла до 21905 і 658 відповідно; загалом одужали 7995 хворих.[187]
- Сполучені Штати Америки повідомили про 100 тисяч смертей внаслідок COVID-19, 29 тисяч смертей зареєстровано в штаті Нью-Йорк.[188][189]

### 28 травня
Ситуаційний звіт ВООЗ № 129:
- У Малайзії повідомили про 10 нових випадків хвороби, загальна кількість випадків зросла до 7629. Одужали 86 хворих, загальна кількість одужань зросла до 6169. Налічувалось 1345 активних випадків хвороби, 8 у реанімації та 4 на штучній вентиляції легень. Кількість померлих залишилася на рівні 115.[191]
- Нова Зеландія повідомила про 12 нових одужань, внаслідок чого загальна кількість одужань досягла 1474. Залишилося 8 активних випадків після того, як було повідомлено, що смерть була пов'язана з кластером будинку відпочинку Сент-Маргарет в Окленді; кількість смертей зросла до 22. Загальна кількість випадків хвороби залишилася на рівні 1504 (1154 підтверджених і 350 ймовірних).[192][193]
- Росія повідомила про 174 смерті, кількість померлих зросла до 4142. Росія також повідомила про 8371 новий випадок хвороби, загальна кількість випадків зросла до 379051.[194]
- У Сінгапурі повідомили про 373 нові випадки хвороби, загальна кількість випадків зросла до 33249.[195][196]
- Україна повідомила про 477 нових випадків хвороби і 11 нових смертей, загальна кількість зросла до 22382 і 669 відповідно; загалом одужали 8439 хворих.[197]

### 29 травня
Ситуаційний звіт ВООЗ № 130:
- У Малайзії повідомили про 103 нових випадки хвороби, загальна кількість випадків зросла до 7732. Одужали 66 хворих, загальна кількість одужань досягла 6235. Налічувались 1382 активні випадки хвороби, 8 у реанімації та 2 на штучній вентиляції легень.[199]
- Нова Зеландія повідомила про 7 нових одужань, в результаті чого загальна кількість одужань досягла 1481. Був один активний випадок хвороби, загальна кількість випадків становила 1504 (1154 підтверджених та 350 імовірних). Кількість померлих залишилася на рівні 22.[200]
- Сінгапур повідомив про 611 нових випадків хвороби, загальна кількість випадків зросла до 33860.[201][202]
- Україна повідомила про 429 нових випадків хвороби і 10 нових смертей, загальна кількість зросла до 22811 і 679 відповідно; загалом одужали 8934 хворі.[203]

### 30 травня
Ситуаційний звіт ВООЗ № 131:
- Малайзія повідомила про 30 нових випадків хвороби, загальна кількість випадків зросла до 7762. Одужали 95 хворих, загальна кількість одужань досягла 6330. Зареєстровано 1137 активних випадків хвороби, 9 хворих перебували в реанімації та 2 на штучній вентиляції легень. Кількість померлих залишилася на рівні 115.[205]
- Нова Зеландія не повідомила про нові випадки хвороби, одужання чи смерті, загальна кількість залишилася на рівні 1504, 1481 і 22 відповідно. Залишився лише один активний випадок хвороби.[206]
- Сінгапур повідомив про 506 нових випадків хвороби, загальна кількість випадків зросла до 34366.[207][208]
- Україна повідомила про 393 нових випадки хвороби та 17 нових смертей, загальна кількість зросла до 23204 та 696 відповідно; загалом одужали 9311 хворих.[209]

### 31 травня
Ситуаційний звіт ВООЗ № 132:
- Малайзія повідомила про 57 нових випадків хвороби (10 завезених і 47 з місцевою передачею), загальна кількість випадків зросла до 7819. 23 хворі одужали, внаслідок чого загальна кількість одужань досягла 6353. Зареєстровано 1351 активний випадок хвороби, 9 перебували в реанімації та 2 — на штучній вентиляції легень.[211]
- Нова Зеландія не повідомила про нові випадки хвороби, одужання або смерті, загальна кількість залишилася на рівні 1504, 1481 і 22 відповідно. Залишився лише один активний випадок хвороби.[212]
- У Сінгапурі повідомили про 518 нових випадків хвороби, загальна кількість випадків зросла до 34884.[213] Тести в усіх будинках пристарілих показали, що майже всі мешканці та персонал здорові, за винятком 5 випадків, виявлених раніше.[214]
- Україна повідомила про 468 нових випадків хвороби і 12 нових смертей, загальна кількість зросла до 23672 і 708 відповідно; загалом одужали 9538 хворих.[215]

## Резюме
Країни та території, які підтвердили перші випадки захворювання протягом травня 2020 року:
| Дата      | Країна або територія |
| --------- | -------------------- |
| 6 травня  | Південна Осетія      |
| 13 травня | Лесото               |

Станом на кінець травня лише такі країни та території не повідомляли про випадки зараження SARS-CoV-2:
Африка
- Західна Сахара
- Острови Святої Єлени, Вознесіння і Тристан-да-Кунья

Азія
- Кокосові острови
- Острів Різдва
- Північна Корея
- Туркменістан

Європа
- Шпіцберген ( Норвегія)

Океанія
- Американське Самоа
- Острови Кука
- Кірибаті
- Маршаллові Острови
- Федеративні Штати Мікронезії
- Науру
- Ніуе
- Острів Норфолк
- Палау
- Піткерн
- Самоа
- Соломонові Острови
- Токелау
- Тонга
- Тувалу
- Вануату
- Волліс і Футуна